# Schäferei (Waldmünchen)
Schäferei ist ein Ortsteil der Stadt Waldmünchen im Landkreis Cham des Regierungsbezirks Oberpfalz im Freistaat Bayern.

## Geografie
Schäferei liegt auf dem Osthang des 551 Meter hohen Sinzenberges, 700 Meter südlich der Staatsstraße 2154, 3 Kilometer nordwestlich von Waldmünchen und 4 Kilometer südwestlich der tschechischen Grenze. Östlich von Schäferei fließt der Föhrenbach von Norden nach Süden der Böhmischen Schwarzach zu.

## Geschichte
Schäferei (auch: Schafferey, Scheffrey, Schäfferey) liegt an einer Altstraße. Sie führte von Schwarzhofen über Treffelstein, Untergrafenried, Schäferei, Höll, Haselbach nach Böhmen. Anton Dollacker nimmt an, dass diese Straße bereits in der Stein- und Bronzezeit existierte. Durch den Eisernen Vorhang wurde diese Verbindung von 1945 bis 1989 unterbrochen und 1990 durch die feierliche Eröffnung des Grenzübergangs Höll-Lísková wieder aufgenommen.
Archäologische Funde beweisen eine steinzeitliche Besiedelung der Gegend von Schäferei.
1563 wurde Schäferei mit 12 Mannschaften genannt. 1588 wurden in Schäferei 9 Güter, 7 Sölden, 1 Mühle, 4 Inwohner aufgeführt. 1622 hatte Schäferei 18 Mannschaften. 1630 hatte Schäferei 8 Güter, 1 Gütl, 8 Sölden, 6 Inwohner. 1703 wurden in Schäferei 9 Güter, 8 Sölden verzeichnet. 1808 gab es in Schäferei 17 Anwesen, 1 Weber und 1 Hüthaus.
1808 wurde die Verordnung über das allgemeine Steuerprovisorium erlassen. Mit ihr wurde das Steuerwesen in Bayern neu geordnet und es wurden Steuerdistrikte gebildet. Dabei wurde Schäferei Steuerdistrikt. Der Steuerdistrikt Schäferei bestand aus den Dörfern Eglsee, Hocha, Schäferei, Spielberg, dem Weiler Kümmersmühle und den Einöden Haidhof und Lintlhammer.
1820 wurden im Landgericht Waldmünchen Ruralgemeinden gebildet. Dabei wurde Schäferei mit 24 Familien Ruralgemeinde. Zur Ruralgemeinde Schäferei gehörte neben Schäferei der Weiler Kümmersmühle mit 3 Familien. Ein Projekt aus dem Jahr 1836, die Gemeinden Hocha und Schäferei zusammenzulegen, wurde nicht realisiert.
1972 schloss sich die Gemeinde Schäferei der Stadt Waldmünchen an.
Schäferei gehört zur Pfarrei Ast. 1997 hatte Schäferei 103 Katholiken.

## Einwohnerentwicklung ab 1820
| Jahr | Einwohner   | Gebäude |
| ---- | ----------- | ------- |
| 1820 | 24 Familien | k. A.   |
| 1838 | 170         | 21      |
| 1861 | 183         | 46      |
| 1871 | 166         | 74      |
| 1885 | 140         | 22      |
| 1900 | 170         | 22      |
| 1913 | 138         | 19      |

| Jahr | Einwohner | Gebäude |
| ---- | --------- | ------- |
| 1925 | 145       | 21      |
| 1950 | 120       | 22      |
| 1961 | 112       | 23      |
| 1970 | 124       | k. A.   |
| 1987 | 102       | 25      |
| 2011 | 90        | k. A.   |

## Tourismus und Sehenswürdigkeiten
Durch Schäferei verläuft der Mountainbikeweg MTB-Tour 14. 2 Kilometer östlich von Schäferei befindet sich das Freizeit- und Erholungsgebiet Perlsee.
Die Gegend bei Waldmünchen entlang der Böhmischen Schwarzach war bereits zur Steinzeit besiedelt. So finden sich in der Umgebung von Schäferei eine ganze Reihe von spätpaläolithischen und mesolithischen Freilandstationen. Sie sind anerkannte Bodendenkmäler und tragen die Denkmalnummern  D-3-6542-0001, D-3-6641-0054, 
D-3-6642-0012 und D-3-6642-0028.